# Флаг Мадрида
Флаг Мадрида является официальным государственным символом города Мадрида, столицы Испании.
Флаг Мадрида представляет собой тёмно-малиновое полотнище, в центре которого расположен герб Мадрида. Флаг выполнен в пропорции 2:3. Оттенки малинового цвета соответствуют 207 и 208 цветовой модели Пантон.
Значение медведя, прислонившегося к земляничному дереву в точности неизвестно, но одна известная теория гласит, что медведь и дерево представляет собой спор прав на хозяйство между духовенством и гражданами. Семь звёзд представляют семь ближних к Большой Медведице звёзд. Эти звезды символизируют Северную звезду и, следовательно, северное направление, на которых все остальные основаны, звезды представляют Мадрид в качестве местопребывания правительства Испании.